# Plankfeld
Das Plankfeld, auch Plankfeldspitze, ist ein 2664 m ü. A. hoher Berggipfel der Villgratner Berge an der Grenze zwischen den Gemeinden St. Jakob in Defereggen (Osttirol, Österreich) und Gsies (Südtirol, Italien).

## Lage
Das Plankfeld liegt im Nordwesten der Villgratner Berge am Zentralen Hauptkamm, der hier Osttirol im Norden von Südtirol im Süden trennt. Der Gipfel befindet sich zwischen der Gsieser Törl (2205 m ü. A.) im Westen und der Hochkreuzspitze (2739 m ü. A.) im Süden. Nordöstlich liegt zudem das Kahorn (2692 m ü. A.) vorgelagert. Die Ostflanke des Plankfelds fällt ins Tal des Stallebachs zur Alm Hintere Stalle ab. Nach Südwesten reichen die Flanken ins Gsieser Tal mit der Obernbergalm hinunter. Nordwestlich am Gsieser Törl entspringt zudem der Lappbach.

## Anstiegsmöglichkeiten
Das Plankfeld ist ein unbedeutender Felsberg, der im Schatten des vom Defereggental dominanten Kahorn steht. Der Normalweg auf das Plankfeld führt von der Ortschaft Rinderschinken im Defereggental über die Blindisalm oder die Alpe Stalle auf den Nordostrücken des Kahorn. Der markierte Weg führt in der Folge östlich um das Kahorn herum in den Sattel zwischen Kahorn und Plankfeld. Vom Sattel aus ist das Plankfeld leicht über steile Schuttfelder zu erreichen. Weitere Anstiegsmöglichkeiten bieten der Aufstieg aus dem Gsieser Törl über den Nordwestgrat (I) oder der Übergang von der Hochkreuzspitze (Block- und Wiesengrat).